# Дарлинг, Дэвид
Дэвид Дарлинг (англ. David Darling; 3 марта 1941 — 8 января 2021) — американский композитор, мультиинструменталист, музыкальный педагог. Работал в разных музыкальных жанрах и направлениях: джазе, академической музыке, фолке, нью-эйдже. Несколько раз номинировался на премию Грэмми, в 2010 году стал победителем в номинации «Лучший альбом в стиле нью-эйдж».
Работы Дарлинга можно услышать в нескольких фильмах Годара. В последнее время жил в городе Гошен штата Коннектикут.

## Биография
Родился в американском городе Элкхарт, штата Индиана. В возрасте 4 лет начал обучаться игре на фортепиано, а в 10 лет — на скрипке и виолончели. В университете штата Индиана изучал виолончель и по его окончании в течение четырёх лет работал в нём в качестве преподавателя.
Работал студийным музыкантом в Нешвилле. В 1970 году присоединился к группе Paul Winter Consort, основанной саксофонистом Полом Уинтером, позже играл в составе Нэшвильского симфонического оркестра, который покинул в 1987 года, чтобы заняться сольной карьерой. В Нэшвилле активно сотрудничал со многими исполнителями кантри. Играл в составе группы Spyro Gyra.
В середине 1970-х годов начал экспериментировать с восьмиструнной электровиолончелью, которая в дальнейшем стала одним из основных инструментов Дарлинга.

## Преподавательская деятельность
Дэвид Дарлинг известен своей педагогической деятельностью: он является автором собственной методики преподавания музыки. В 1986 году стал активно поддерживать программу Young Audiences, цель которой заключается в материальном стимулировании одаренных детей, занимающихся музыкой и другими видами искусства. В том же году он стал одним из организаторов движения Music for People, цель которой «донести силу музыки до каждого человека».
Композитор верит, что абсолютно любой индивид может развивать свои музыкальные способности и с помощью игры на музыкальном инструменте рассказывать миру о себе. Философские взгляды музыканта на этот вопрос отражены в серии дисков 2007 года: The Darling Conversations. В 2008 году Дарлинг выпустил книгу Return to Child, в ней он изложил свое понимание значения музыкального образования.

## Сотрудничество
В записи альбомов Дарлинга часто принимали участие друзья музыканта, исполнители джазовой, классической, народной музыки, например гитарист Терье Рюпдаль и пианист Кетиль Бьёрнстад. В 2000 году записал совместный альбом с музыкантами народности Бунун.

## Работа в качестве кинокомпозитора
Музыку Дарлинга можно услышать более чем в десяти кинолентах известных режиссёров. В частности:
- Когда наступит конец света Вима Вендерса (Дарлинг выступил в качестве исполнителя музыки Грэма Ревелла)
- Схватка и Детские игры Майкла Манна
- Новая волна, Хвала любви и Наша музыка Жана-Люка Годара

## Особенности творчества
Дэвид Дарлинг не придерживается какого-то одного музыкального стиля. Его работы можно отнести к джазу, академической музыке, нью-эйджу. Дарлинг интересуется музыкальными традициями народов мира: в его творчестве нередко можно услышать влияние бразильской, африканской и индийской музыки.

## Награды
Дарлинг номинировался на премию Грэмми в 2000 году, но награды не получил. В 2010 году за альбом Prayer for Compassion ему присудили победу в номинации «Лучший нью-эйдж альбом».

## Дискография
- Paul Winter Consort, 1970-77 (совместно с группой Paul Winter Consort)
- Journal October (ECM Records, 1980)
- Cycles (ECM, 1981)
- Amber, 1987 (совместно с Майклом Джонсом)
- Homage, 1989 (совместно с Питером Катером)
- Until the End of the World, 1991 (саундтрек к фильму Вима Вендерса)
- Cello (ECM, 1992)
- Migration, 1992 (совместно с Питером Катером)
- Eight-String Religion, 1993
- Dark Wood, (ECM, 1993)
- Window Steps, 1996 (совместно с Пьером Фавром)
- 96 Years, 2000 (совместно с Патриком Леонардом)
- Musical Massage — Balance, 2000 (совместно с группой Adagio Ensemble)
- Musical Massage — In Tune, 2001 (совместно с группой Adagio Ensemble и Джоном Маршаллом)
- Cello Blue, 2001 (Hearts of Space Records[9])
- River Notes, 2002 (совместно с Барри Лопесом)
- Refuge, 2002 (совместно с Терри Темпестом Вильямсом)
- The Tao of Cello, 2003 (Valley Entertainment[10])
- Open Window, 2003 (совместно с и Джоном Маршаллом)
- The Darling Conversations, 2007 (совместно с Джулией Вебер)
- Prayer for Compassion, 2009
- Into the Deep: America, Whaling & The World, 2010 (Valley Entertainment[11])
- Tympanum, 2013 (совместно с Джейн Баттерс)
- Where Did The Time Go, 2013 (совместно с Нилом Татаром)

Совместно с Кетилем Бьёрнстадом
- The Sea (ECM, 1994)
- The River (ECM, 1996)
- The Sea II (ECM, 2000)
- Epigraphs (ECM, 2000)

Совместно с Терье Рюпдалем
- Eos (ECM, 1984)
- Skywards (ECM, 1995)

Совместно с Ральфом Таунером
- Old Friends, New Friends (ECM, 1979)